# Maria de Blois
Maria de Blois sau d'Avesnes (n. 1200–d. 1241) a fost contesă de Blois de la 1230 până la moarte.
Maria a fost fiica lui Gauthier d'Avesnes cu Margareta de Blois.
În anul 1226, Maria s-a căsătorit cu Hugh I de Châtillon, fiul lui Gaucher al II-lea de Châtillon cu Elisabeta de Saint Pol. Din această căsătorie au rezultat cinci copii:
1. Ioan (d. 1280), conte de Blois
2. Guy (d. 1289), conte de Saint-Pol
3. Gaucher (d. 1261), senior de Crécy și de Crèvecœur
4. Hugue (d. 1255)
5. Basila (d. 1280), devenită stareță la Notre Dame du Val în 1248.

Fiul cel mai mare al Mariei, Ioan, a succedat-o în comitatul de Blois, sub numele de Ioan I.